# ハネス・ボク

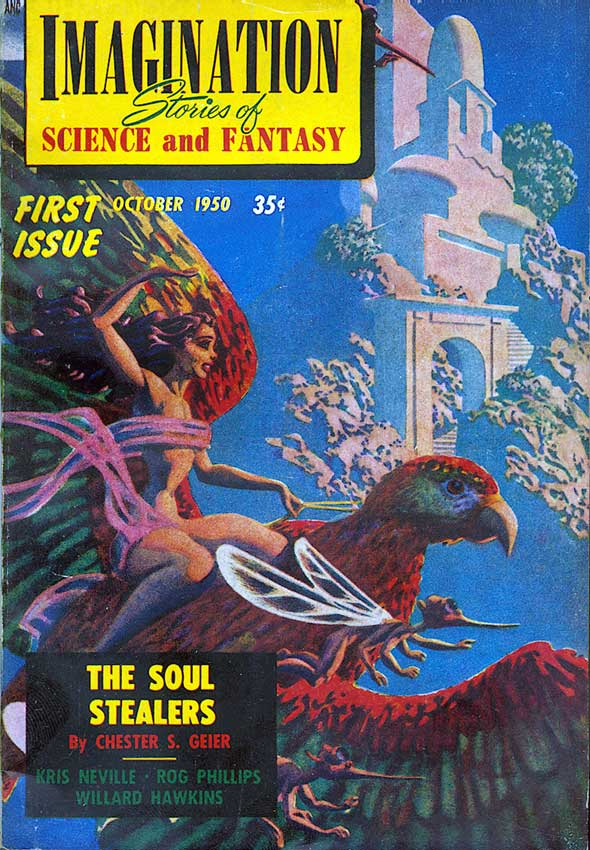
『イマジネーション』誌1950年10月号表紙（ボク画）

ハネス・ボク（Hannes Bok、1914年7月2日 - 1964年4月11日）は、アメリカ合衆国の美術家、イラストレーター。またアマチュアの占星術師、ファンタジー作家、詩人でもあった。本名ウェイン・ウッダード（Wayne Woodard）。
彼はSF、探偵小説、ファンタジー分野の様々な雑誌において合計150のカラー表紙絵を描くと同時に、白黒の挿絵も数百は寄稿している。ボクの絵はアーカム・ハウス、ルウェリン、シャスタ、ファンタジー・プレスのような出版社の特装本の表紙、そしてカレンダーや初期のファンジンに光彩を添えた。彼の画法はマックスフィールド・パリッシュから学び取ったもので、手間のかかるグレイジング（glazing、つや出し）の工程を経て輝かしい品質を実現していた。ハネス・ボクは、ヒューゴー賞を受賞した最初の美術家である。
現在、ボクはパルプ・マガジン（「ウィアード・テイルズ」、「フェイマス・ファンタスティック・ミステリーズ」、「アザー・ワールズ」、「スーパー・サイエンス・ストーリーズ」、「イマジネーション」、「ファンタジー・フィクション」、「プラネット・ストーリーズ」、「イフ」、「キャッスル・オヴ・フランケンシュタイン」、「F&SF」など）のカバー画によって記憶されている。

## 生涯
ミネソタ州生まれ。彼が5歳の時に両親が離婚し、以降は父と義母の厳格な躾の下で育つ。ミネソタ州の高校を卒業した後はシアトルの母の下へ身を寄せ、SFファンダムでイラスト等の活動を始めた。ペンネームを使い出したのはこの時期で、「ハネス・ボク」の名はヨハン・ゼバスティアン・バッハに由来する。「ハネス（Hannes）」は「ヨハン（Johann）」の愛称形であり、「ボク（Bok）」は「バッハ（Bach）」の変形である。
ボクはマックスフィールド・パリッシュと文通しており、面会（1939年ごろ？）したこともある。ボクに対するパリッシュの画風の影響は、主題の選び方、色使い、グレイジングの応用といった点で明白である。友人のフォレスト・J・アッカーマンやエミール・ペターヤ（Emil Petaja、SF・ファンタジー作家）によるとボクは同性愛者であった。彼の絵画、特に男性の裸体を主題としたものは、当時としては過剰にエロティックである。
1937年、ロサンゼルスに移り、SFファンであり若手作家でもあったレイ・ブラッドベリと知り会う。その紹介で「ウィアード・テイルズ」1939年12月号から商業デビューした（同時代の同業者ヴァージル・フィンレイも同誌からデビューしている）。彼は1954年3月号までの50巻以上にペン画を載せた。カラーの表紙絵に関しては1940年3月号から1942年3月号の間の6巻ぶんを手がけた。「ウィアード・テイルズ」は彼の小説や詩も掲載している。ボクはデビュー以降ニューヨークに引越し、生涯をそこで過ごした。
彼は占星術に傾倒すると同時に、ジャン・シベリウスの音楽にも心酔していた。年を経るごとにボクは編集者と金銭や芸術上の問題で衝突するようになり、隠遁を好むようになった。晩年は貧窮した。1964年、自宅にて49歳で孤独死（死後数日経ったところを発見された。死因は心臓麻痺であった）。

## 小説家として
ボクの、小説家としての代表作は長編『魔法つかいの船』（The Sorcerer's Ship）および『金色の階段の彼方』（Beyond the Golden Stair）である。前者は1942年に（ジョン・W・キャンベルが編集していたことで伝説的な）ファンタジー雑誌『アンノウン』に掲載された。後者は初め"Blue Flamingo"（青いフラミンゴ）の題でSF誌「スタートリング・ストーリーズ」1948年1月号に発表され、加筆修正版が彼の死後（1970年）に『金色の階段の彼方』と改題されて出版された。この二冊は後にバレンタイン社から再刊されている。なおボクは、エイブラハム・メリットが1943年に死んだ後、許可を得て彼の未完の中編2つを完結させている。それらは"The Blue Pagoda(1946)"（青いパゴダ）と"The Black Wheel(1947)"（黒い車輪）として刊行された。詩集"Spinner of Silver and Thistle (1972)"（銀とアザミを紡ぐもの）はボクの死後に出版された。

## 美術家として
ボクは、小説家としてよりも画家として有名である。彼の作風は瑞々しいロマンティシズムとユーモラスなグロテスクさが混合したもの、もしくはその二つが交互に現れるものであった。SF研究家の野田昌宏は「ハネス・ボクの絵は一目見れば忘れられない独特の色ッぽい雰囲気があり、…（以下略）」と述べている。ボクの使用した技法、グレイジングは時間のかかるものであったため、作品の製作量は多くはなく、彼は商業的に成功したとは言えない。ハネス・ボクはまた木材の彫刻や張子の仮面作りにも時間を費やした。1950年代には本の表紙絵も手がけるようになった。ボクは、雑誌より書籍の仕事のほうが疲労が少ないことに気付いたが、前者を完全にやめることはなかった。彼の死の寸前に発行されたF&SF誌1963年11月号の表紙絵は巻垂型の衣装を着けた人物を描いた印象的なもので、ロジャー・ゼラズニイの「伝道の書に捧げる薔薇」のイラストであった。
ボクはフューチャリアンズの会員でもあった。1953年にはエド・エムシュウィラーとともにヒューゴー賞ベスト・プロフェッショナル・アーティスト部門を受賞している。

## 日本語訳作品
- 『魔法つかいの船』（小宮卓訳、早川書房、ハヤカワ文庫SF） 1976年
- 『金色の階段の彼方』（小宮卓訳、早川書房、ハヤカワ文庫FT） 1982年
- 「邪悪な人形」（The Evil Doll、青心社、『ホラー＆ファンタシイ傑作選 4』） 1988年